# قلعة خويدك
قلعة خويدك هي قلعة تاريخية تعود إلى ساسانيون، وتقع في خويدك، مقاطعة يزد.

## معرض الصور

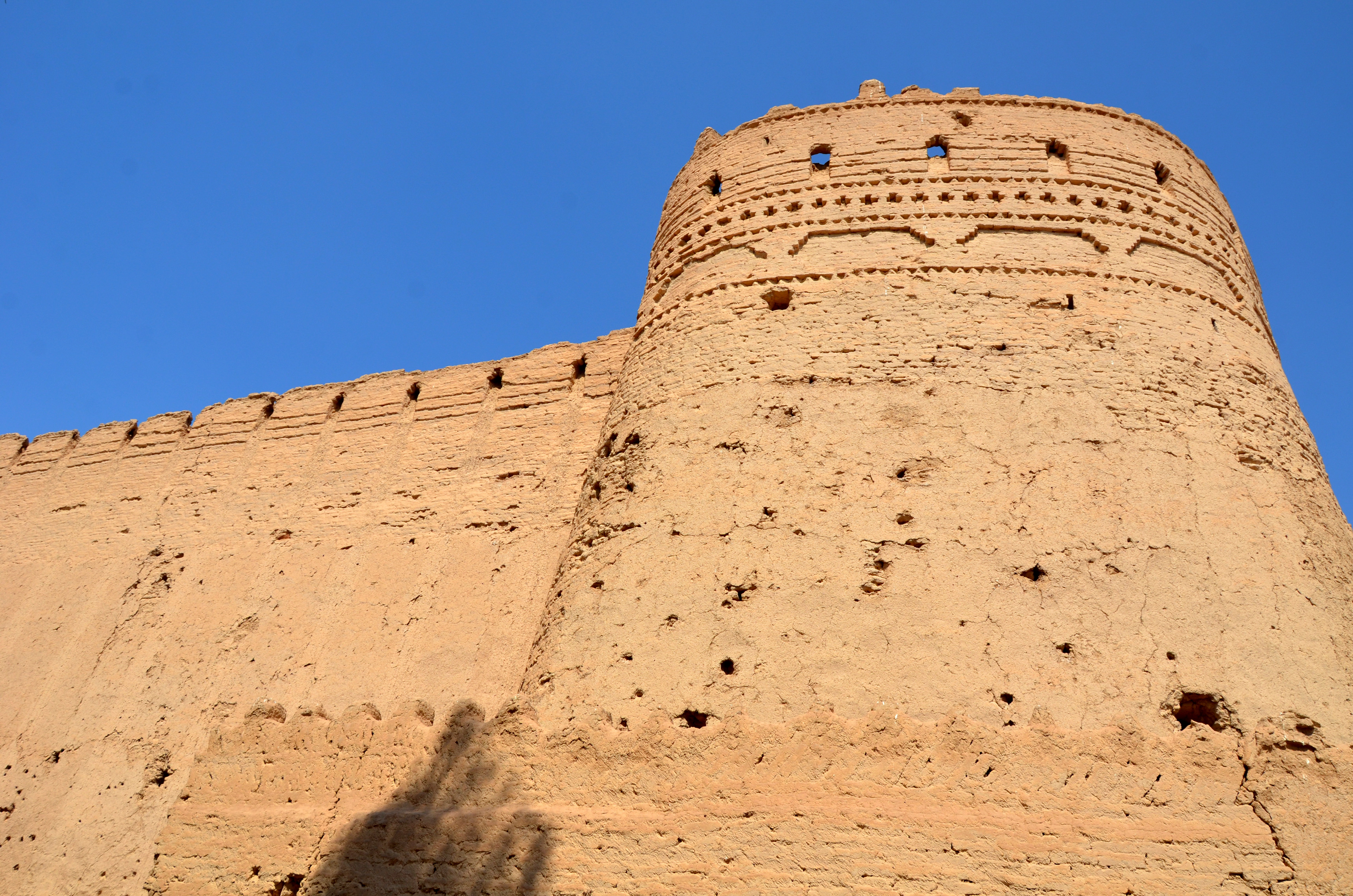
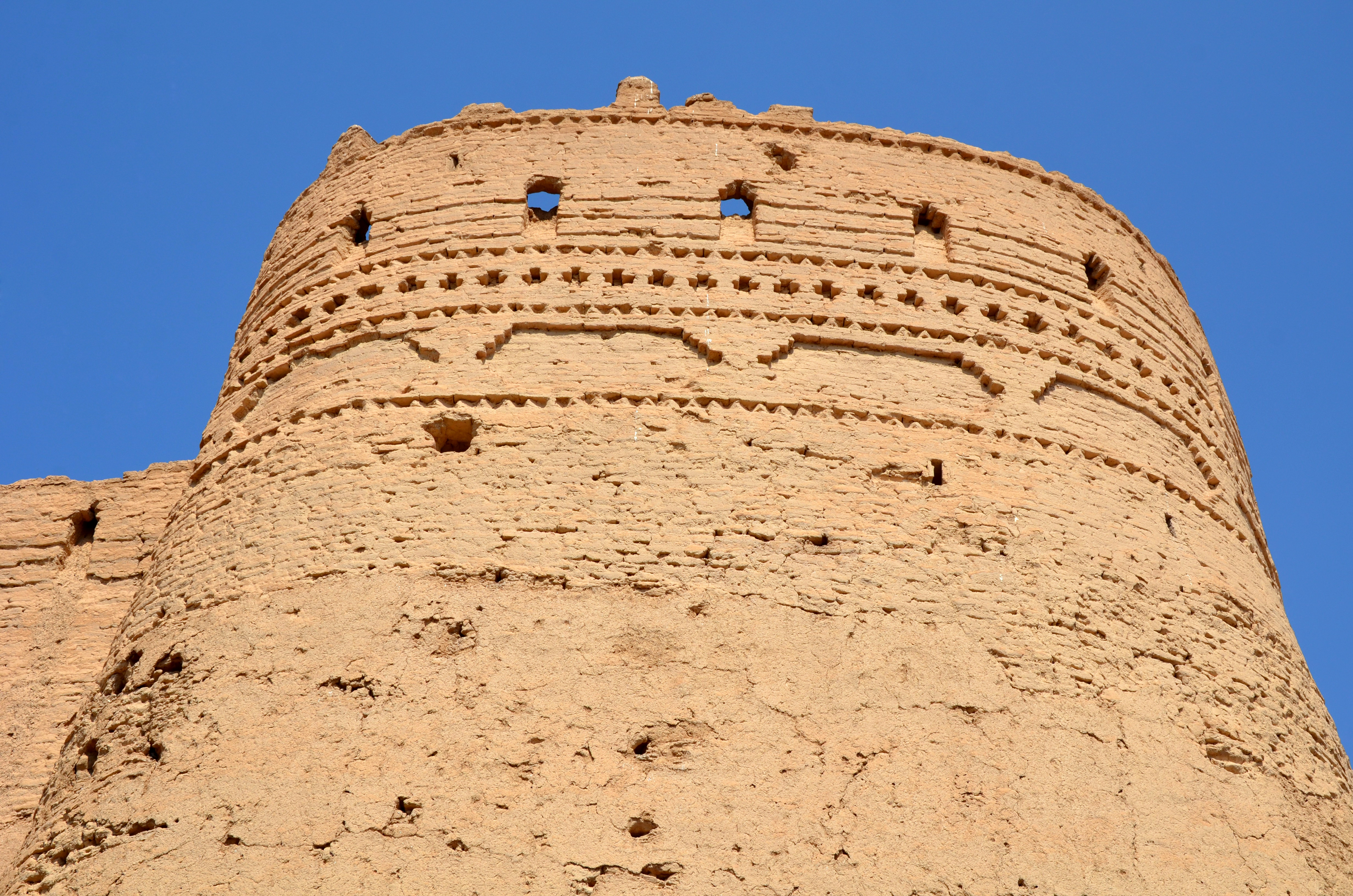
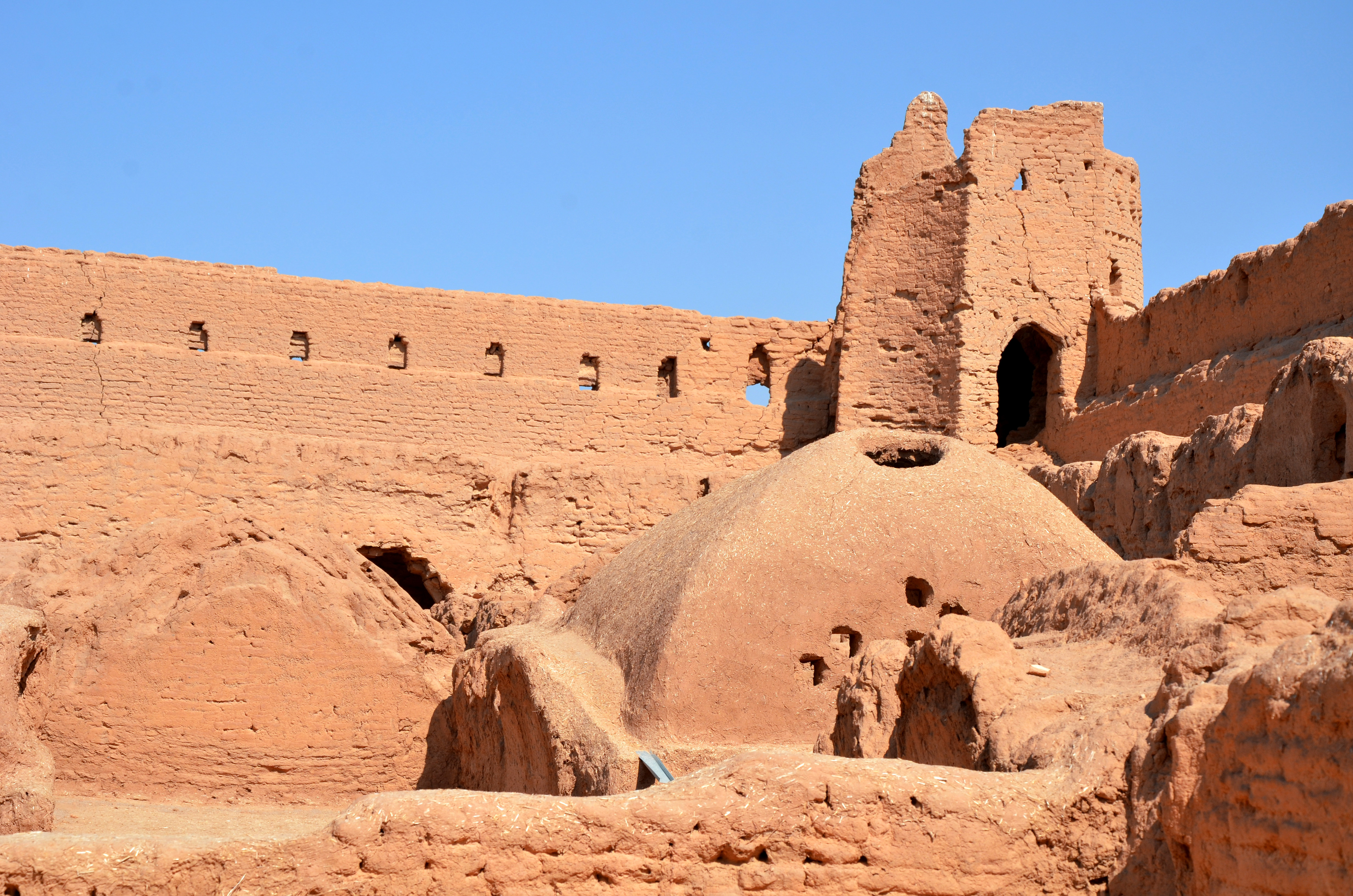
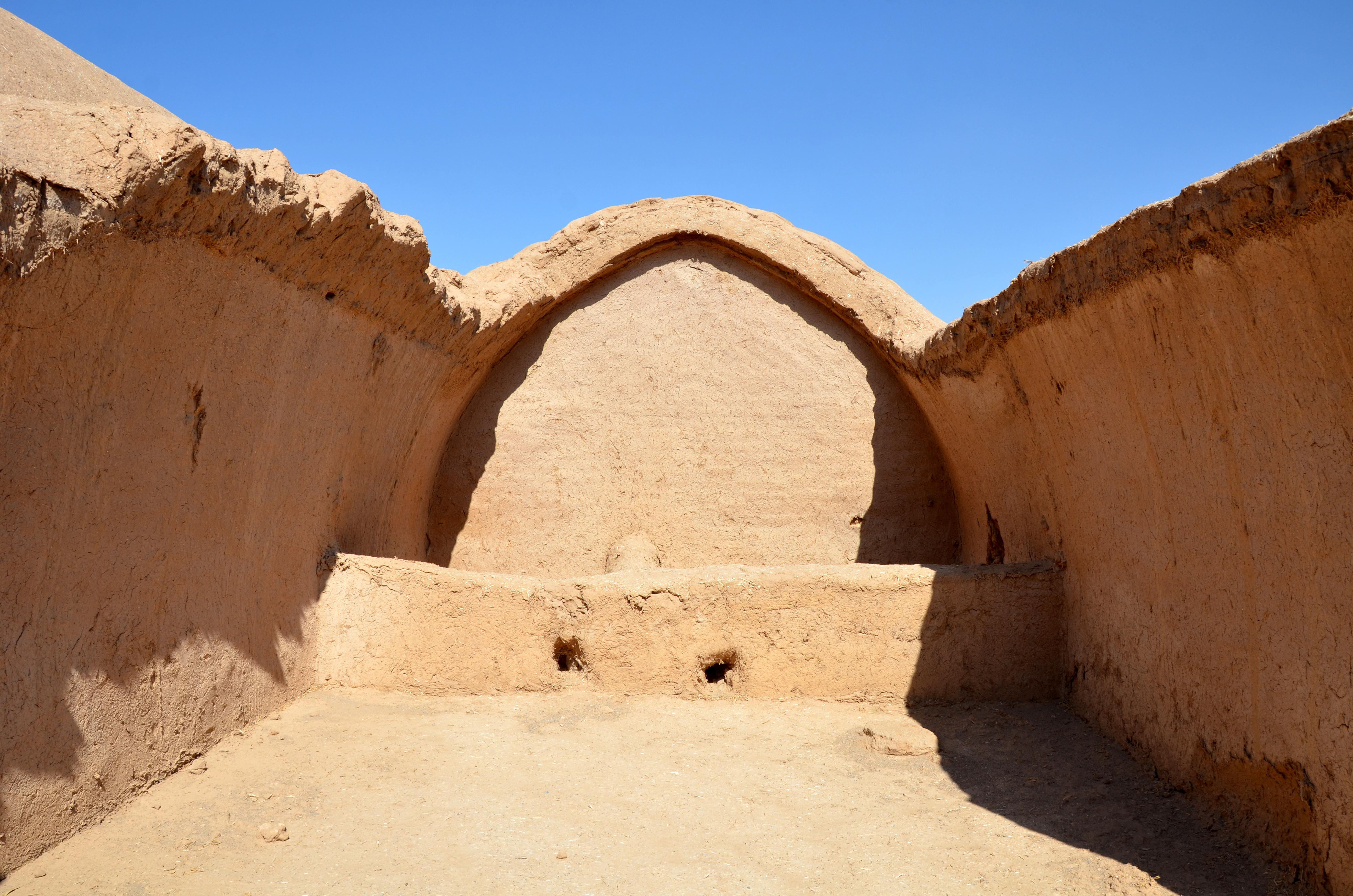
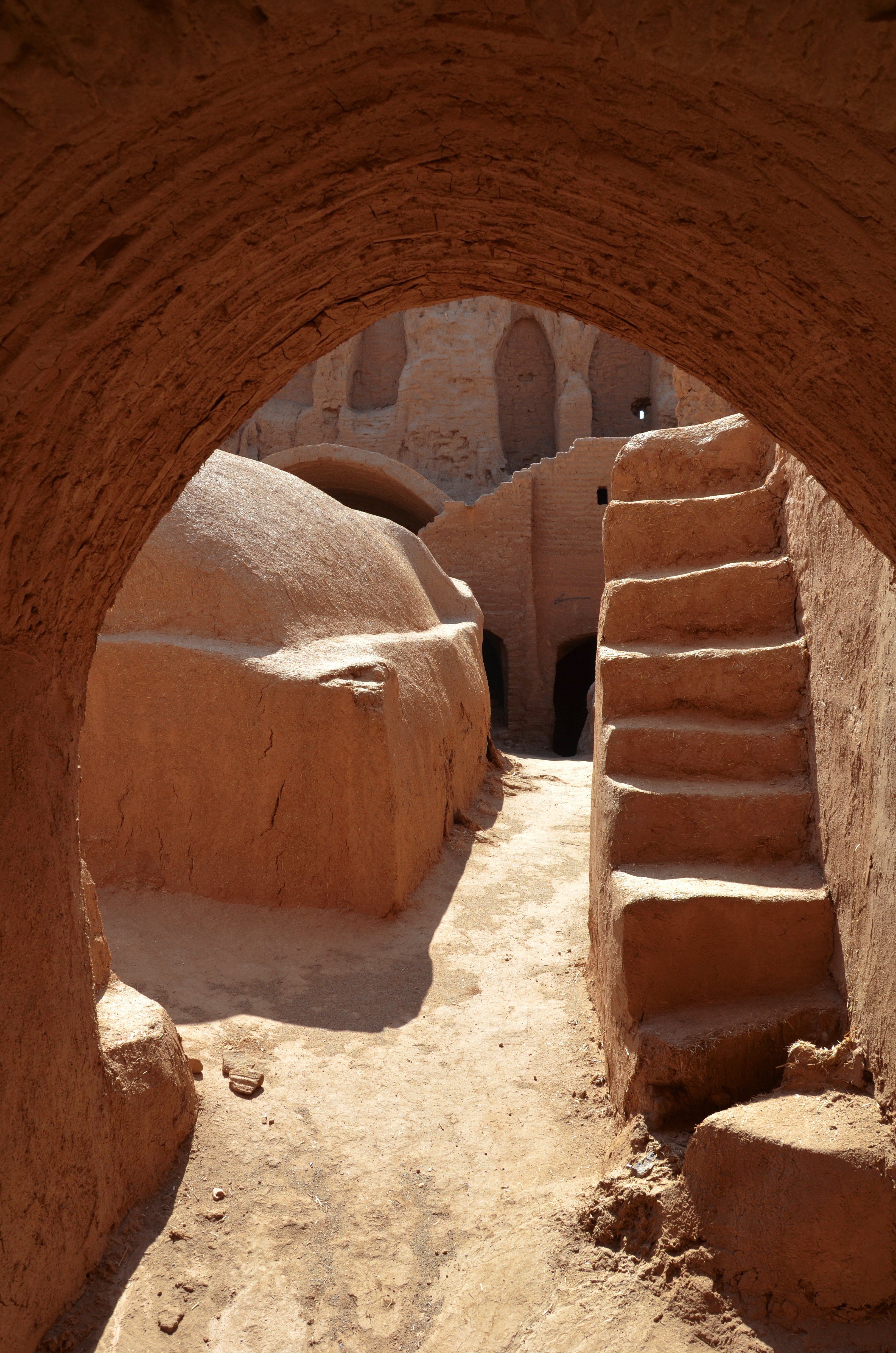
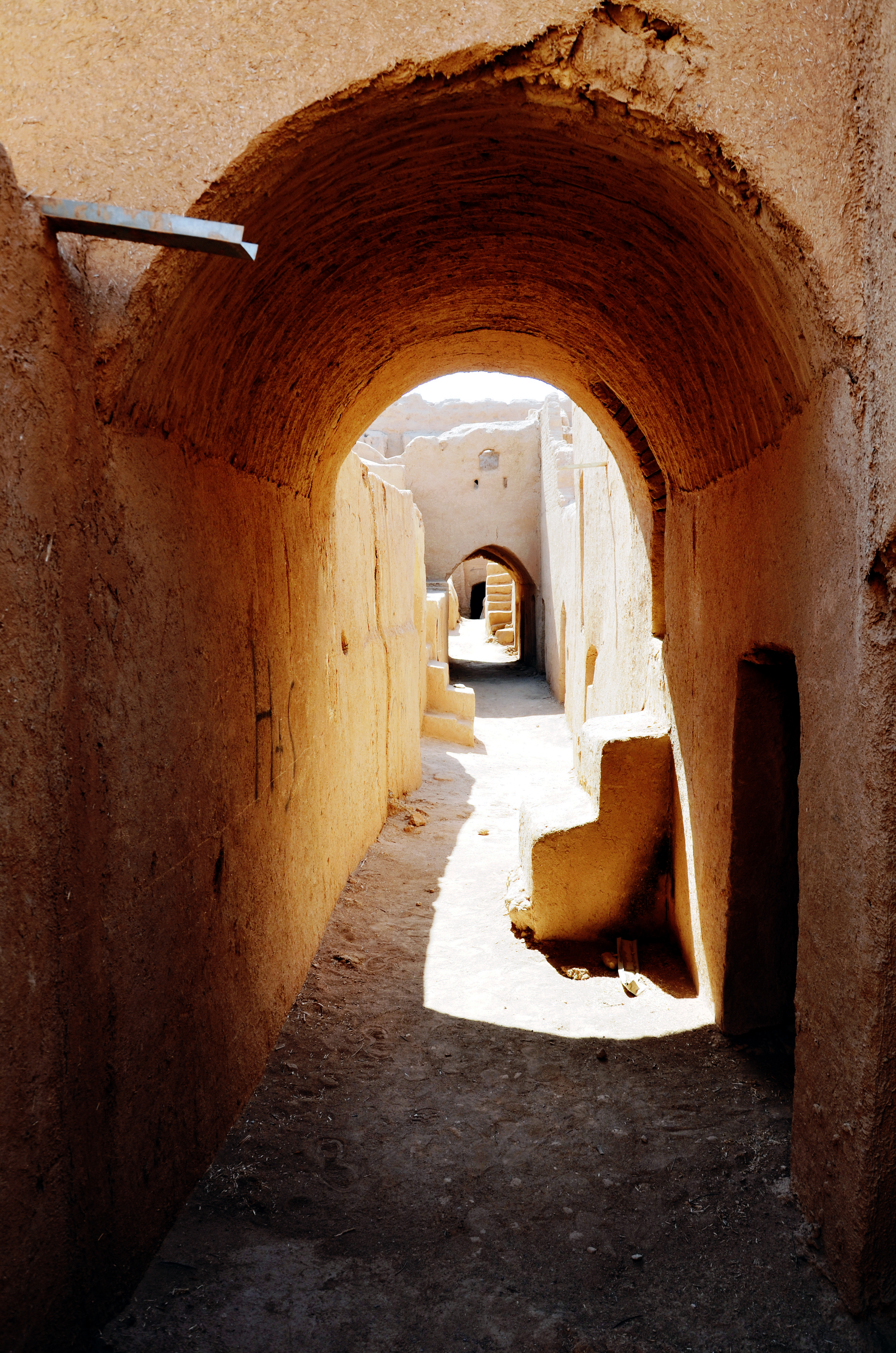
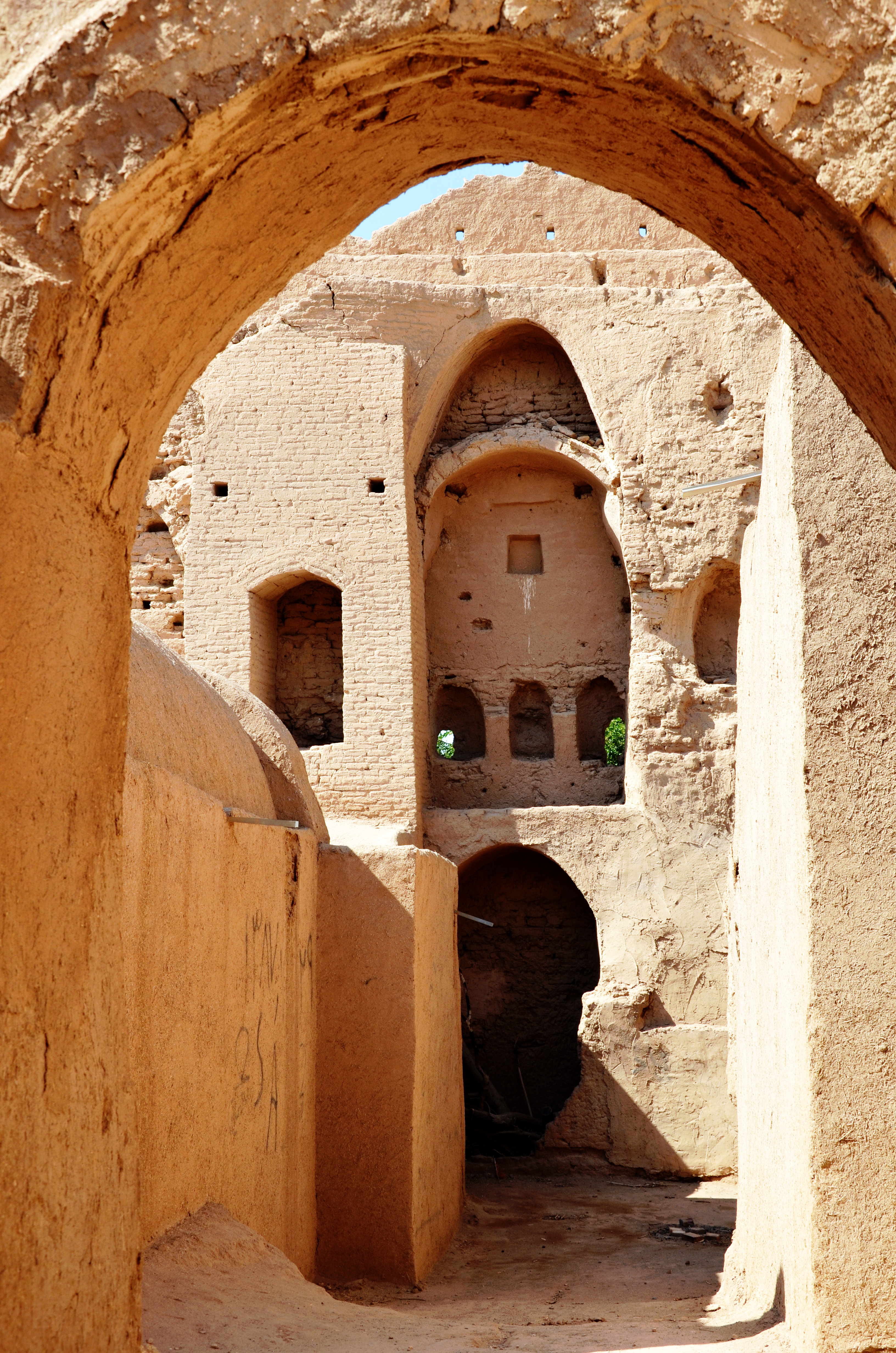
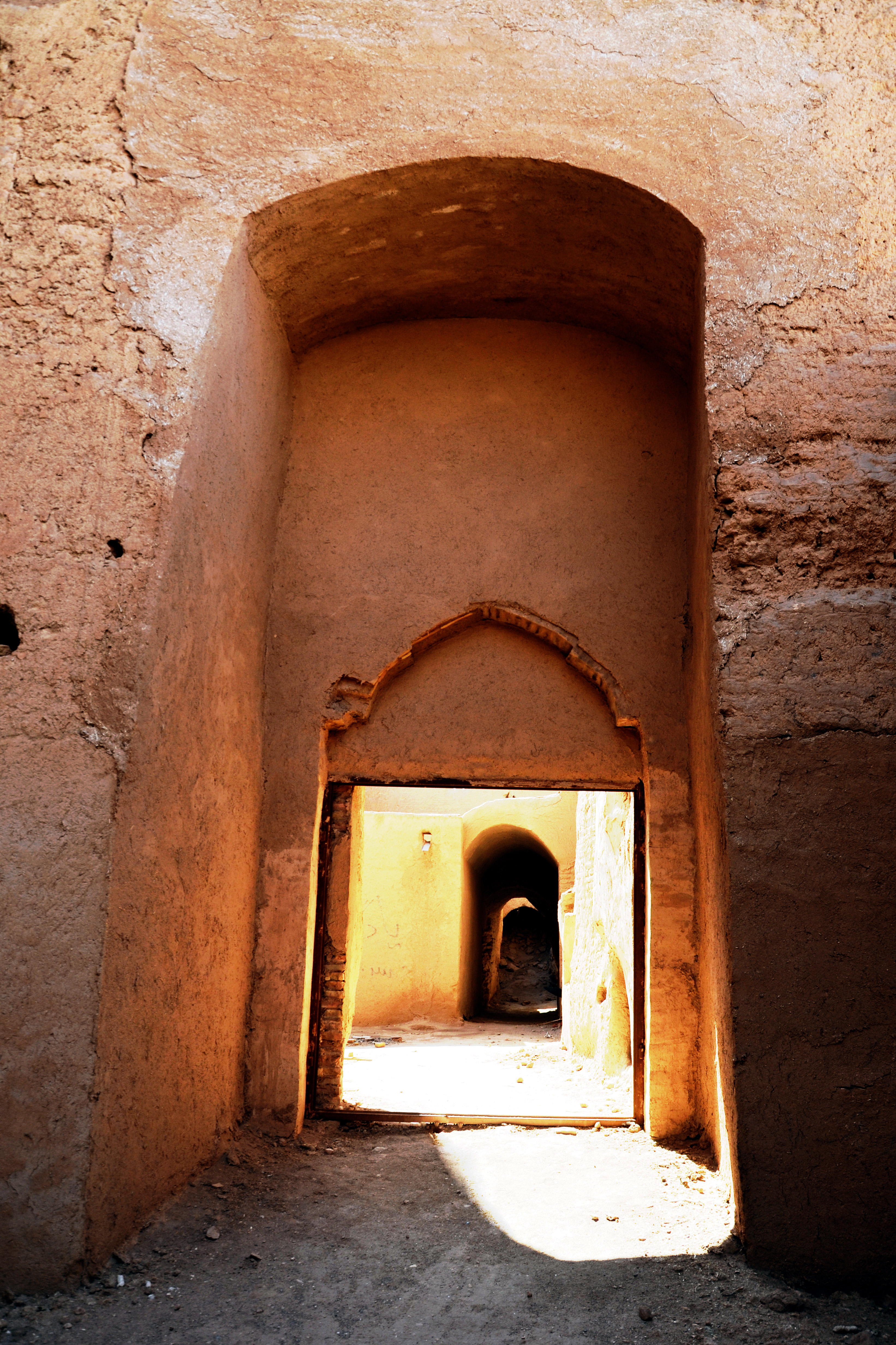